# Maresfield
Maresfield is een civil parish in het bestuurlijke gebied Wealden, in het Engelse graafschap East Sussex met 3636 inwoners.